# 過海隧道巴士117線
過海隧道巴士117線是香港一條過海隧道巴士路線，來往深水埗（欽州街）和跑馬地，是首條及唯一服務跑馬地的常規過海隧道巴士線。

## 歷史
- 1994年11月7日，投入服務，初時來往深水埗碼頭及跑馬地（下）。本線初時往深水埗方向的路線，是由黃泥涌道直接途經堅拿道西駛入紅磡海底隧道，開辦時已是全空調服務，祇於平日07:15-19:00提供服務。
- 1995年4月10日，配合西九龍中心地下的深水埗（欽州街）巴士總站啟用而遷往該處
- 1995年7月10日，為改善客量，往深水埗方向改經天樂里、軒尼詩道、百德新街（2001年起封閉成為行人專區），不過班次並不頻密。
- 1997年5月1日，配合西區海底隧道通車，改經佐敦道、西區海底隧道、上環、中環、金鐘、皇后大道東，並改稱917線及延長服務時間。[1]
- 1999年8月16日，由於中環一帶塞車嚴重，不少乘客流失至地鐵（現稱港鐵）或隧巴914線，只在下午繁忙時間有較多由中環過海往佐敦及油麻地的乘客，於皇后大道東一帶的客量稀少，而且由於跑馬地居民投訴加長行車時間，在政府減少中環區巴士數量的大前提下，同日起重新改經紅磡海底隧道，編號改回117。由於途經灣仔道一帶的300線停止服務，因此為應付灣仔往西九龍的需求，往深水埗方向改經灣仔碼頭，而往跑馬地方向改經銅鑼灣。[2]
- 2009年9月7日，往九龍方向改為特快線，途經摩利臣山道後改經堅拿道西及堅拿道天橋，不再途經天樂里、軒尼詩道、菲林明道、會議道及鴻興道。該線於堅拿道西近祥和里增設巴士站，原位於摩利臣山道、軒尼詩道及會議道的巴士站則取消，令來回程行車路線，除了九龍區總站外，再次回復開辦時相同的行車路線，是一項相當特別的紀錄。[3]
- 2016年5月28日：九巴班次增設到站時間預報。
- 2016年7月31日，增設星期日及公眾假期服務，服務時間為11:00-18:30，為期三個月至同年10月30日止[4][5]。試辦期經兩度延長，[6][7]最終永久實行。[8]
- 2018年5月28日：城巴班次增設實時抵站時間查詢服務。

## 服務時間及班次
| 深水埗（欽州街）開 | 深水埗（欽州街）開 | 深水埗（欽州街）開 | 深水埗（欽州街）開 | 深水埗（欽州街）開 | 深水埗（欽州街）開 |
| ------------------ | ------------------ | ------------------ | ------------------ | ------------------ | ------------------ |
| 星期一至六         |                    |                    |                    |                    |                    |
| 07:00              | 07:20              | 07:40              | 08:00              | 08:20              | 08:40              |
| 09:00              | 09:20              | 09:40              | 10:00              | 10:20              | 10:40              |
| 11:00              | 11:20              | 11:40              | 12:00              | 12:22              | 12:45              |
| 13:07              | 13:30              | 13:52              | 14:15              | 14:37              | 15:00              |
| 15:22              | 15:45              | 16:07              | 16:30              | 16:52              | 17:15              |
| 17:37              | 18:00              | 18:22              | 18:45              | 19:07              | 19:30              |
| 19:52              | 20:15              | 20:37              | 21:00              | 21:22              | 21:45              |
| 星期日及公眾假期   |                    |                    |                    |                    |                    |
| 11:00              | 11:30              | 12:00              | 12:30              | 13:00              | 13:30              |
| 14:00              | 14:30              | 15:00              | 15:30              | 16:00              | 16:30              |
| 17:00              | 17:30              | 18:00              | 18:30              |                    |                    |

| 跑馬地（下）開   | 跑馬地（下）開 | 跑馬地（下）開 | 跑馬地（下）開 | 跑馬地（下）開 | 跑馬地（下）開 | 跑馬地（下）開 | 跑馬地（下）開 | 跑馬地（下）開 |
| ---------------- | -------------- | -------------- | -------------- | -------------- | -------------- | -------------- | -------------- | -------------- |
| 星期一至五       |                |                |                |                |                |                |                |                |
| 07:00            | 07:20          | 07:40          | 08:00          | 08:20          | 08:40          | 09:00          | 09:20          | 09:40          |
| 10:00            | 10:20          | 10:40          | 11:00          | 11:20          | 11:40          | 12:00          | 12:25          | 12:45          |
| 13:07            | 13:30          | 13:52          | 14:15          | 14:37          | 15:00          | 15:22          | 15:45          | 16:07          |
| 16:30            | 16:52          | 17:15          | 17:31          | 17:44          | 17:57          | 18:10          | 18:22          | 18:45          |
| 19:07            | 19:30          | 19:52          | 20:15          | 20:37          | 21:00          | 21:22          | 21:45          |                |
| 星期六           |                |                |                |                |                |                |                |                |
| 07:00            | 07:20          | 07:40          | 08:00          | 08:20          | 08:40          | 09:00          | 09:20          | 09:40          |
| 10:00            | 10:20          | 10:40          | 11:00          | 11:20          | 11:40          | 12:00          | 12:25          | 12:45          |
| 13:07            | 13:30          | 13:52          | 14:15          | 14:37          | 15:00          | 15:22          | 15:45          | 16:07          |
| 16:30            | 16:52          | 17:15          | 17:37          | 18:00          | 18:22          | 18:45          | 19:07          | 19:30          |
| 19:52            | 20:15          | 20:37          | 21:00          | 21:22          | 21:45          |                |                |                |
| 星期日及公眾假期 |                |                |                |                |                |                |                |                |
| 11:00            | 11:30          | 12:00          | 12:30          | 13:00          | 13:30          | 14:00          | 14:30          | 15:00          |
| 15:30            | 16:00          | 16:30          | 17:00          | 17:30          | 18:00          | 18:30          |                |                |

- 註：有紅字班次為九巴派車，其餘班次為城巴派車。

## 收費
全程：$12.2
- 過海底隧道後往跑馬地（下）／深水埗（欽州街）：$7.7

| - 本線設有12歲以下小童及65歲或以上長者半價優惠。 - 65歲或以上香港居民使用「樂悠咭」，以及12歲以下合資格殘疾兒童使用「殘疾人士身份」個人八達通繳付車資，均可享有每程$2.0或半價（以較低者為準）的票價優惠；12至64歲合資格殘疾人士使用「殘疾人士身份」個人八達通（包括「樂悠咭」），以及60至64歲香港居民使用「樂悠咭」繳付車資，均可享有每程$2.0或全費（以較低者為準）的票價優惠。 - 65歲或以上長者如使用長者或一般個人八達通繳付車資，則只可享有半價優惠；12至64歲合資格殘疾人士如不使用「殘疾人士身份」個人八達通，以及60至64歲人士如不使用「樂悠咭」繳付車資，必須繳付全費。 - 乘客可以現金或八達通於上車時付款，不設找續。 - 每位成人乘客可免費攜帶最多兩名4歲以下而不佔座位的兒童乘客乘車，超額之4歲以下小童必須繳付小童車費乘車。 - 持有「九巴月票」之乘客在車票有效期內，每日可享最多10程任何九龍巴士及龍運巴士路線（包括本路線，合資格車程只適用於九龍巴士／龍運巴士提供的班次；惟乘搭機場「A」及「NA」線則可享原價二七折優惠（不會計算每天10次合資格車程））；而B1線則可每日可享最多2程（不會計算每天10次合資格車程）。 - 九龍巴士、城巴、龍運巴士及陽光巴士全職員工及家屬（不包括外判職員）可免費乘搭本路線（陽光巴士員工及家屬只適用於九龍巴士提供的班次），惟必須拍職員或職員家屬八達通。 - 乘客亦可使用AlipayHK「易乘碼」、支付寶、WeChatHK／微信支付「搭車碼」、銀聯雲閃付「乘車碼」及BOC Pay「乘車碼」、具有感應式支付功能的JCB、卡美國運通、大來國際、Discover Card（只適用於九龍巴士／龍運巴士提供的班次）、VISA、Mastercard及銀聯卡，以及Apple Pay、Google Pay及Samsung Pay流動支付平台繳付車資。九巴班次的乘客使用上述付款方式，將只可享有與其他九巴路線／聯營路線九巴班次之轉乘優惠；城巴班次的乘客使用上述付款方式，將只可享有與其他城巴獨營路線或聯營線城巴班次之轉乘優惠。乘客亦不能享有「公共交通費用補貼計劃」及「長者及合資格殘疾人士公共交通票價優惠計劃」。 |

## 八達通轉乘優惠
乘搭此線往港島方向之乘客於登車後150分鐘內在海底隧道巴士轉乘站轉乘以下路線，第二程成人票價便可減收$3.5，小童／長者票價減收$1.8，乘客必須在150分鐘內轉車。
| 紅隧轉乘優惠計劃路線列表 | 紅隧轉乘優惠計劃路線列表 | 紅隧轉乘優惠計劃路線列表 | 紅隧轉乘優惠計劃路線列表 |
| 巴士公司                 | 轉乘路線                 | 出發地                   | 目的地                   |
| ------------------------ | ------------------------ | ------------------------ | ------------------------ |
| 城巴、九巴               | 101                      | 觀塘（裕民坊）           | 堅尼地城                 |
| 城巴、九巴               | 102                      | 美孚                     | 筲箕灣                   |
| 城巴、九巴               | 102P                     | 美孚                     | 筲箕灣                   |
| 城巴、九巴               | 103                      | 竹園邨                   | 蒲飛路                   |
| 城巴、九巴               | 104                      | 白田                     | 堅尼地城                 |
| 城巴、九巴               | 106                      | 黃大仙                   | 小西灣（藍灣半島）       |
| 城巴、九巴               | 106P                     | 黃大仙                   | 小西灣（藍灣半島）       |
| 城巴                     | 106A                     | 黃大仙                   | 太古（康怡廣場）         |
| 城巴、九巴               | 107                      | 九龍灣                   | 華貴邨                   |
| 城巴、九巴               | 107P                     | 海逸豪園                 | 數碼港                   |
| 九巴                     | 108                      | 九龍灣（啟業）           | 寶馬山                   |
| 城巴、九巴               | 109                      | 何文田                   | 中環（港澳碼頭）         |
| 城巴、九巴               | 110                      | 尖沙咀東（麼地道）       | 筲箕灣                   |
| 城巴、九巴               | 111                      | 坪石                     | 中環（港澳碼頭)          |
| 城巴、九巴               | 111P                     | 彩福                     | 中環（港澳碼頭)          |
| 城巴、九巴               | 112                      | 蘇屋                     | 北角（百福道）           |
| 城巴、九巴               | 113                      | 彩虹                     | 堅尼地城（卑路乍灣）     |
| 城巴、九巴               | 115                      | 九龍城碼頭               | 中環（港澳碼頭）         |
| 城巴、九巴               | 115P                     | 海逸豪園                 | 中環（港澳碼頭）         |
| 城巴、九巴               | 116                      | 慈雲山（中）             | 鰂魚涌（祐民街）         |
| 城巴、九巴               | 117                      | 深水埗（欽州街）         | 跑馬地（下）             |
| 城巴、九巴               | 118                      | 長沙灣（深旺道）         | 小西灣（藍灣半島）       |
| 城巴、九巴               | 118P                     | 長沙灣（深旺道）         | 小西灣（藍灣半島）       |
| 城巴、九巴               | 170                      | 沙田站                   | 華富（中）               |
| 城巴、九巴               | 171                      | 荔枝角                   | 海怡半島                 |
| 城巴、九巴               | 182                      | 愉翠苑                   | 中環（港澳碼頭）         |

## 用車
現時九巴於星期一至六派出3輛亞歷山大丹尼士Enviro 500 MMC 12米（ATENU）雙層巴士行走此路線；星期日及公眾假期則派車2輛。
城巴亦同樣於星期一至六派出最少3輛雙層巴士（星期一至五下午繁忙時間派車5輛），主要車型為亞歷山大丹尼士Enviro 500／ MMC  12米（8128-8490）；星期日及公眾假期則派車2輛。
此路線假日只有4輛巴士行走，乃現時用車數目最少的全日過海路線。
由於此路線途經旺角專營巴士低排放區，故用車必須達到歐盟五型或以上排放標準。
| 車隊編號 | 車牌   |
| -------- | ------ |
| ATENU693 | TR1614 |
| ATENU734 | TR9454 |
| ATENU762 | TS8994 |

## 行車路線
深水埗（欽州街）開經：欽州街、長沙灣道、東京街、荔枝角道、彌敦道、加士居道、漆咸道北、康莊道、紅磡海底隧道、告士打道、維園道、天橋、內告士打道、波斯富街、禮頓道及黃泥涌道。
跑馬地（下）開經：黃泥涌道、成和道、景光街、山光道、黃泥涌道、摩利臣山道、堅拿道西、紅磡海底隧道、康莊道、漆咸道北、加士居道、彌敦道、荔枝角道、黃竹街、汝州街、欽州街（南行）、欽州街西、支路、欽州街西及欽州街（北行）。 

### 沿線車站

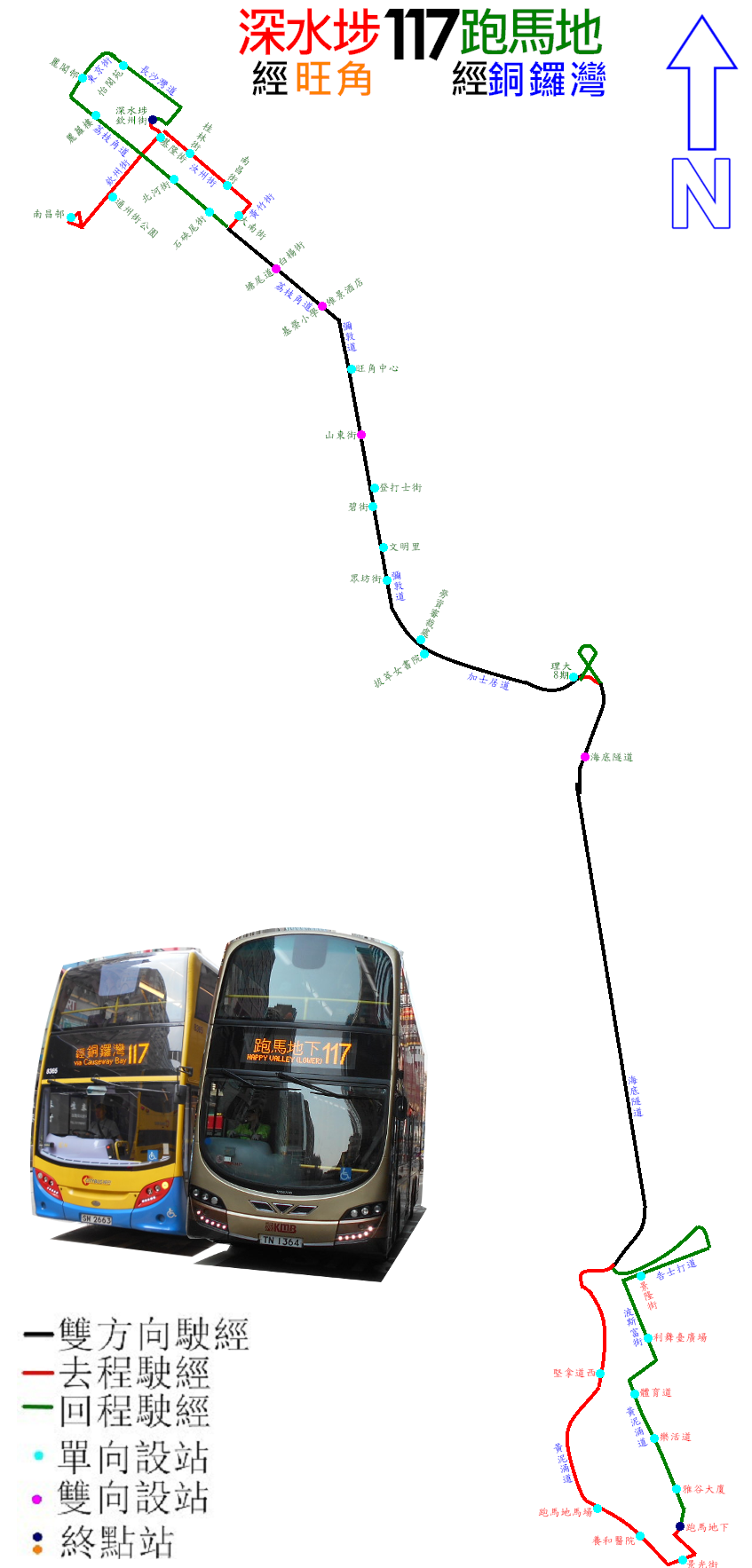
此線的走線圖

| 深水埗（欽州街）開 | 深水埗（欽州街）開         | 深水埗（欽州街）開       | 跑馬地（下）開 | 跑馬地（下）開           | 跑馬地（下）開           |
| 序號               | 車站名稱                   | 位置                     | 序號           | 車站名稱                 | 位置                     |
| ------------------ | -------------------------- | ------------------------ | -------------- | ------------------------ | ------------------------ |
| 1                  | 深水埗（欽州街）巴士總站   | 深水埗（欽州街）巴士總站 | 1              | 跑馬地（下）             | 跑馬地（下）巴士總站     |
| 2                  | 怡閣苑                     | 長沙灣道                 | 2              | 景光街                   | 景光街                   |
| 3                  | 麗閣邨                     | 東京街                   | 3              | 養和醫院                 | 黃泥涌道                 |
| 4                  | 麗閣邨麗蘿樓               | 荔枝角道                 | 4              | 跑馬地馬場               | 黃泥涌道                 |
| 5                  | 北河街                     | 荔枝角道                 | 5              | 堅拿道西                 | 堅拿道西                 |
| 6                  | 石硤尾街                   | 荔枝角道                 | 6              | 紅磡海底隧道轉車站（C1） | 康莊道                   |
| 7                  | 白楊街                     | 荔枝角道                 | 7              | 拔萃女書院               | 加士居道                 |
| 8                  | 鴉蘭街 （旺角維景酒店）    | 荔枝角道                 | 8              | 眾坊街（N39）            | 彌敦道                   |
| 9                  | 旺角站 （旺角中心）（S10） | 彌敦道                   | 9              | 碧街（N47）              | 彌敦道                   |
| 10                 | 山東街（S20）              | 彌敦道                   | 10             | 山東街（N59）            | 彌敦道                   |
| 11                 | 登打士街（S26）            | 彌敦道                   | 11             | 基榮小學                 | 荔枝角道                 |
| 12                 | （S32）                    | 彌敦道                   | 12             | 塘尾道                   | 荔枝角道                 |
| 13                 | 勞資審裁處                 | 加士居道                 | 13             | 大南街                   | 黃竹街                   |
| 14                 | 香港理工大學第八期         | 漆咸道北                 | 14             | 南昌街                   | 汝州街                   |
| 15                 | 紅磡海底隧道轉車站（B2）   | 康莊道                   | 15             | 桂林街                   | 汝州街                   |
| 16                 | 景隆街                     | 告士打道                 | 16             | 基隆街                   | 欽州街                   |
| 17                 | 利舞臺廣場                 | 波斯富街                 | 17             | 通州街公園               | 欽州街                   |
| 18                 | 體育道                     | 黃泥涌道                 | 18             | 南昌邨                   | 欽州街西                 |
| 19                 | 樂活道                     | 黃泥涌道                 | 19             | 深水埗（欽州街）巴士總站 | 深水埗（欽州街）巴士總站 |
| 20                 | 雅谷大廈                   | 黃泥涌道                 |                |                          |                          |
| 21                 | 跑馬地（下）               | 跑馬地（下）巴士總站     |                |                          |                          |

## 使用情況
雖然本線途經深水埗市中心及九龍市區心臟地帶，但由於班次並不頻密，加上途經人口老化的深水埗荔枝角道，及在港島區的服務範圍只有銅鑼灣及跑馬地一帶，客量並不算突出；在紅磡海底隧道收費廣場南行分站，本線卻停在往港島南區的過海路線的月台，因此無法吸引102、108、112、116等線未能上車的乘客前往乘搭，雖然如此，但仍有一定數量從紅磡站轉車的乘客依照時間表候車。
然而，因有跑馬地區內通勤人士和堅拿道西分站的候車乘客支持，本線於繁忙時間容量卻不俗，甚至在堅拿道西分站前已出現客滿情況。此外，在某些賽馬日，部份觀看快活谷（跑馬地）馬場夜馬賽事的馬迷，亦會利用本路線往返九龍區。

## 小資料
本路線有兩項紀錄：
1. 首條服務跑馬地的常規專營過海巴士路線。
2. 首條曾經改走另一海底隧道，後來又改回行走開辦時途經的海底隧道的過海隧道路線。

正因為本路線在港島區的服務範圍比原有917號線少，由917線更改為本路線時城巴一度使用猛獅NL262（15XX）單層巴士。
本路線曾成為城巴多款新車首航或退役巴士最後服役的選用路線，其中城巴首部配置歐盟五型引擎的亞歷山大丹尼士Enviro 400 10.5米雙軸低地台雙層空調巴士（7000／PC6795）於2010年2月8日首航本路線，成為全港首條率先採用歐盟五型雙軸雙層巴士行走的巴士路線，該車於2010年3月起被調往城巴260線服役。第二輛同款巴士（7001／PH4891）亦曾於本路線作試驗行走。城巴最後一輛丹尼士巨龍 12米（875／HD2541，配Salvador Caetano車身）於2015年5月6日最後一天服役時行走本路線，可說是退役前的懷念，退役後亦象徵城巴丹尼士巨龍車隊及全港所有歐盟一期排放標準之專營巴士，已經全面退役。
此外，香港藝人鄭俊弘和何雁詩宣佈他倆將於2020年11月7日舉行婚禮，為慶祝此項喜事，九巴一輛原屬九龍灣 （K）廠的Enviro 500 MMC 12米巴士（ATENU629／TN6108，原106線掛牌）被披上祝賀兩人結婚的全車身廣告，以《弘情詩意　緣份共美意》作主題，刊登一對新人的甜蜜婚照，該車於2020年10月24日起調往荔枝角（L）廠並上掛本路線，以取其二人結婚日期的數字。該全車身廣告由鄭俊弘的粉絲集資上掛，作為送給偶像的結婚禮物。

## 外部連結
九巴
- 過海隧道巴士117線 （页面存档备份，存于）

城巴
- 過海隧道巴士117線 （页面存档备份，存于）
- 過海隧道巴士117線路線圖 （页面存档备份，存于）

其他
- 過海隧道巴士117線－681巴士總站 （页面存档备份，存于）
- 過海隧道巴士117線－巴士資訊網 （页面存档备份，存于）